# Tebtunis

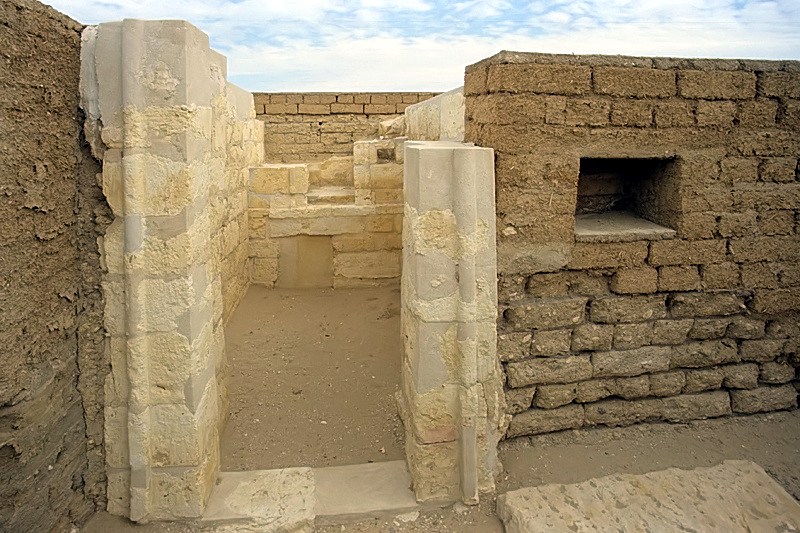
Tebtunis. Detalle del denominado Pequeño Templo.

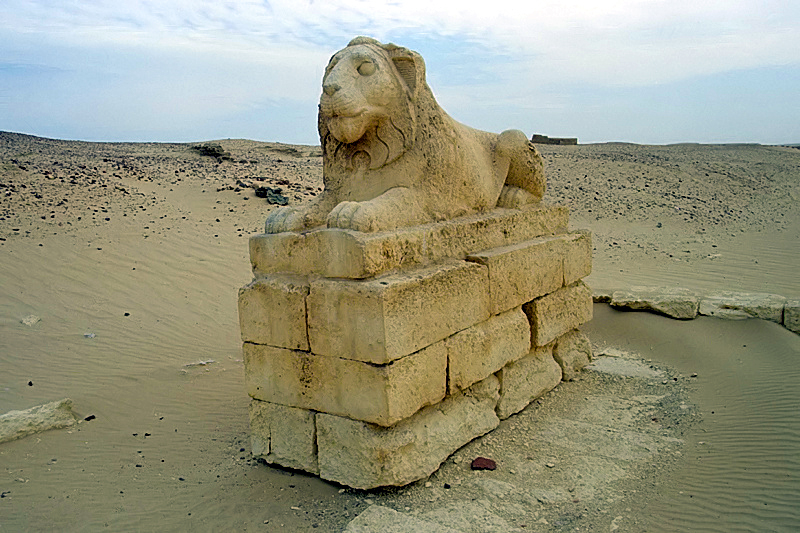
Tebtunis. León en la vía procesional.

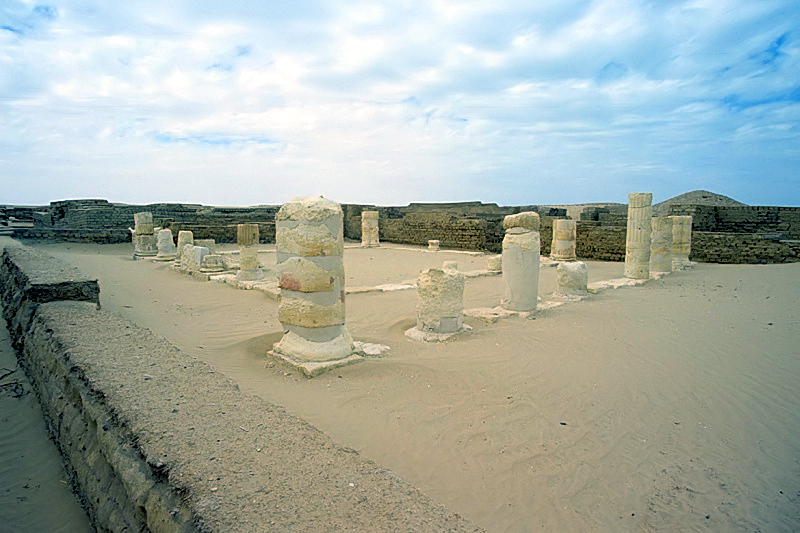
Tebtunis. Templo de Sobek.

Tebtunis o Tebtynis, nombre griego del antiguo Tepten fue una ciudad del Antiguo Egipto, localizada en el actual Tell Umm el-Baragat o Umm el-Burigat, en la gobernación de El Fayún, en el Bajo Egipto. La ciudad también fue conocida como Theodosiopolis durante el período grecorromano.
Las excavaciones realizadas por Claudio Gallazzi, del Instituto de Papirología de la Universidad de Milán, han permitido el descubrimiento de archivos sacerdotales de una biblioteca (bibliothèkai o bibliophylakia), escritos en demótico y jeroglífico, así como muchos papiros griegos que datan de la época ptolemaica y romana.

## Historia
Tebtunis fue fundada alrededor del 1800 a. C. por el faraón Amenemhat III de la dinastía XII. La ciudad floreció durante el período Ptolemaico y es famosa por los muchos papiros en demótico y griego encontrados allí. Estos papiros brindan información acerca de cómo vivía la gente en Tebtunis en su día a día. Por ejemplo, se encontró un papiro que daba 'minutos' de una reunión de un grupo de sacerdotes. En este papiro se pueden leer los nombres de los sacerdotes, de qué trataba la reunión y la fecha, lo que lleva a que se escribió durante el período ptolemaico. 
Las momias de cocodrilo de la necrópolis de Tebtunis también aportaron grandes cantidades de papiros, incluidos los denominados archivos de Menches, secretario de la villa a finales del siglo II a. C..
Entre los papiros de Tebtunis se conservan muchos textos científicos, incluyendo astronómicos, astrológicos o médicos de Egipto, así como varias copias del Libro de Nut.
También en el Papiro Carlsberg 302 aparece el manual judicial de la ciudad.
En Tebtunis, había muchos edificios griegos y romanos. Tebtunis era una ciudad rica y fue un centro regional muy importante durante el período ptolemaico.

### Tebtunis Papyri Volumes
- The Tebtunis papyri vol. I, editado con traducción y notas de Bernard P. Grenfell, Arthur S. Hunt y J. Gilbart Smyly, 1902 en Internet Archive. Consultado el 2 de enero de 2018.
- The Tebtunis papyri vol. II, editado con traducción y notas de Bernard P. Grenfell, Arthur S. Hunt y J. Edgard Goodspeed, 1907 en Internet Archive. Consultado el 2 de enero de 2018.
- The Tebtunis papyri vol. III part 1, editado con traducción y notas de Arthur S. Hunt y J. Gilbart Smyly, 1933 en Internet Archive. Consultado el 2 de enero de 2018.